# Wegnummering 1957
De Wegnummering 1957 was het eerste wegnummeringsysteem van Nederland. Het verving de Weglettering die in 1937 was ingevoerd. In 1957 werd het E-wegenstelsel ingevoerd in een aantal landen in West-Europa, waaronder Nederland. Niet alle belangrijke wegen kregen een Europees E-nummer. De belangrijke wegen zonder E-nummer kregen een nationaal N-nummer. Hiervoor werd de serie N89-N99 gebruikt om ervoor te zorgen dat de nummers niet overlapten met de (toen nog slechts administratieve) rijkswegnummers die van 1 tot en met 82 liepen.
In tegenstelling tot de rijkswegnummers stonden de E-nummers en N-nummers wel op de bewegwijzering en de kilometerstenen aangegeven.
Het systeem van de N-nummers was geen groot succes. In 1976 werd de A-nummering ingevoerd voor autosnelwegen en in 1978 de nieuwe N-nummering voor niet-autosnelwegen. De oude N-nummering werd niet meer gebruikt. Ook de oude E-nummering werd in de jaren tachtig vervangen door een 'grid-systeem'. Hiertoe was al in 1975 besloten.

## E-wegen
| E-nummer | Rijkswegen                 | Traject                                                                                              | Huidig nummer | Huidig E-nummer |
| -------- | -------------------------- | --- | ------------- | --------------- |
|          | 67                         | België (Antwerpen) - Eindhoven - Venlo - Duitsland (Duisburg)                                        |               |                 |
|          | 12, 22, 23, 29, 44, 44b    | Hoek van Holland, Den Haag, Utrecht, Amersfoort - Deventer - Oldenzaal - Duitsland (Osnabrück)       |               |                 |
|          | 2, 26, 68, 75              | Amsterdam - Utrecht - 's-Hertogenbosch - Weert - Maastricht - België (Luik)                          |               |                 |
|          | 39, 9, 7, 4, 4a, 13, 3, 16 | Groningen - Leeuwarden - Afsluitdijk - Amsterdam - Den Haag - Rotterdam - Breda - België (Antwerpen) |               |                 |
|          | 1, 28, 31, 42              | Amsterdam - Amersfoort - Zwolle - Meppel - Groningen - Winschoten - Duitsland (Oldenburg)            |               |                 |
|          | 20, 3, 12                  | Hoek van Holland - Rotterdam - Utrecht - Arnhem - Duitsland (Emmerik)                                |               |                 |
|          | 27                         | Utrecht - Breda                                                                                      |               |                 |
|          | 63                         | Breda - Tilburg - Eindhoven                                                                          |               |                 |
|          | 76                         | België (Hasselt) - Geleen - Heerlen - Duitsland (Aken)                                               |               |                 |
|          | 44                         | Oldenzaal - Denekamp - Duitsland (Nordhorn)                                                          |               | tot jaren 90    |

## N-wegen
| N-nummer | Rijkswegen     | Traject                                                              | Huidig nummer |
| -------- | -------------- | -------------------------------------------------------------------- | ------------- |
|          | 41             | Groningen - Delfzijl                                                 |               |
|          | 32             | Meppel - Heerenveen - Leeuwarden                                     |               |
|          | 43, 38, 34     | Afsluitdijk - Joure - Emmeloord - Zwolle - Ommen                     |               |
|          | 34, 36, 35     | Groningen - Emmen - Coevorden - Almelo - Hengelo - Enschede          |               |
|          | 50, 52, 55, 65 | Zwolle - Apeldoorn - Arnhem - Nijmegen - 's-Hertogenbosch - Tilburg  |               |
|          | 49, 47         | Apeldoorn - Zutphen - Winterswijk - Duitsland (Münster)              |               |
|          | 54, 72, 75     | Nijmegen - Venlo - Roermond - Maastricht                             |               |
|          | 15             | Rotterdam - Gorinchem - Tiel - Nijmegen                              |               |
|          | 56, 58         | Breda - Roosendaal - Bergen op Zoom - Goes - Middelburg - Vlissingen |               |
|          | 60             | Kruiningen - Perkpolder - Hulst - België (Antwerpen)                 |               |
|          | 4, 8, 9        | Den Haag - Leiden - Haarlem - Alkmaar - Middenmeer                   |               |

Noot: De nummers van de rijkswegen zijn de nummers van het Rijkswegenplan van 1958